# 工人战斗 (法属安的列斯)

工人战斗标志

工人战斗（法語：Combat ouvrier，缩写为CO）是法属安的列斯（瓜德罗普和马提尼克）的一个托洛茨基主义组织。该组织成立于1965年，当时取名为安的列斯共产主义工人联盟。1971年，改用现名。该组织的意识形态是共产主义、马克思主义、列宁主义、托洛茨基主义、女性主义。该组织的政治立场是极左翼。该组织的发言人是让-马里·诺默坦（瓜德罗普）和吉斯兰·约阿希姆-阿尔诺（马提尼克）。该组织的总部位于瓜德罗普的瓜亚沃。该组织出版双周刊《工人战斗》（创刊于1971年）。该组织是国际共产主义联盟的附属组织。